# Ленард Пийкоф
Ленард Пийкоф (на английски: Leonard Peikoff), роден на 15 октомври, 1933, е американски философ обективист.
Той е бивш професор по философия и бивш водещ на радиошоу.
Пийкоф е основател на института „Айн Ранд“ и законен наследник на имуществото му. 
На български е издадена книгата му „Обективизмът: Философията на Айн Ранд“